# Arcenant
Arcenant – miejscowość i gmina we Francji, w regionie Burgundia-Franche-Comté, w departamencie Côte-d’Or.
Według danych na rok 1990 gminę zamieszkiwały 414 osoby, a gęstość zaludnienia wynosiła 41 osób/km² (wśród 2044 gmin Burgundii Arcenant plasuje się na 517. miejscu pod względem liczby ludności, natomiast pod względem powierzchni na miejscu 924.).